# Sciadia septaria
Sciadia septaria là một loài bướm đêm trong họ Geometridae.